# Кетл (водоспад)
Кетл (саліш. Shonitkwu, англ. Kettle Falls; укр. «Ревучий» або «Гучні води») — колишній водоспад на річці Колумбія у Північній Америці, у штаті Вашингтон Сполучених Штатів Америки.

## Історія
Водоспад Кетл, який існував до 1940 року у верхній течії річки Колумбії, був постійним місцем риболовлі місцевих племен, в тому числі важливим місцем промислу лосося. Містив низку порогів і каскадів, у місці де річка проходила через гірську породу кварцитів. Загальне падіння становило 15 м, а звук водоспаду можна було почути здалеку, за кілька миль. Водоспад Кетл був затоплений у 1940 році водою водосховища Лейк Рузвельт, коли гребля гідроелектростанції Гранд-Кулі повністю перекрила русло річки.

## Географія

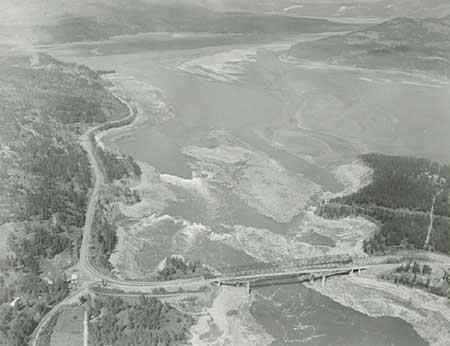
Вид з повітря на водоспад Кетл, частково відкритий у квітні 1969 року, під час будівництва третьої черги ГЕС

Водоспад (48°38′21.65″ пн. ш. 118°6′33.97″ зх. д. / 48.6393472° пн. ш. 118.1094361° зх. д.) був розташований у верхній течії річки Колумбія, приблизно за 5 км нижче від місця впадіння річки Кетл, на північному сході штату Вашингтон, на схід від хребта Кетл Рівер, приблизно за 40 км на південь від канадського кордону. Відомий під назвами: англ. Kettle Falls, саліш. Shonitkwu, також Schwenetekoo.
Містив два основних, різних за висотою уступи, розділених ділянкою спокійної води, довжиною понад сотню метрів; верхній уступ ділився на два рукави, а нижній — був суцільним. При відносно незначній загальній висоті, всього близько 15-ти метрів, це був один із найбільших водоспадів, які існували на землі, з середньорічною витратою води близько 4682 м³/с, за цим показником він займав 7-ме місце у світі та 2-ге у Сполучених Штатах Америки.
При будівництві греблі ГЕС Гранд-Кулі і заповненні водосховища Лейк-Рузвельт, водоспад був повністю затоплений. У періоди капітальних ремонтів ГЕС Гранд-Кулі, рівень води у водосховищі знижувався, що призводило до часткової появи водоспаду, ці процеси відбувалися тільки два або три рази з 1940 року.